# Irma Hartog
Irma Hartog (Maassluis, 21 februari 1966) is een Nederlands actrice.
Hartog speelde op televisie gedurende drie seizoenen de rol van Patty Vermeulen in de ziekenhuisserie IC, maar is ook bekend van haar optredens in de reclamespotjes van Karwei.
Verder speelde Hartog in diverse toneelstukken, waaronder Gouwe handjes (met John Kraaijkamp sr.) en Hemelen. In laatstgenoemd toneelstuk verving zij Frédérique Huydts die wegens ziekte niet kon optreden.
Hartog gebruikt haar acteerervaring om kinderen te coachen en bij het schrijven van haar boek 'Speelkind, Tips en tricks uit de theaterwereld voor het opbouwen van kracht en weerbaarheid.'

## Privé
Samen met haar partner, acteur Herman Boerman, heeft zij een zoon.

## Filmografie

### Televisie
- 1990 - Goede tijden, slechte tijden - Nicole Verhaar (1991)
- 1991 - Vrienden voor het leven - Linda
- 1992 - Spijkerhoek - Saskia (1992-1993)
- 1994 - Tegen wil en dank - Barbara (1994-1995)
- 2000 - Ben zo terug - Judith
- 2001 - Verkeerd verbonden -  Wendela
- 2002 - IC - Patty Vermeulen (2002-2006)
- 2002 - Spangen - Mevrouw Hoogenboom
- 2005 - Lieve Lust - Fleur
- 2009 - Suzanne en de mannen - Linda (2009)
- 2011 - Verborgen Gebreken - Rosalie Schuit (2011)
- 2011 - Seinpost Den Haag - Commissaris, Ilse Hoogervorst (2011)
- 2018 - Smeris (seizoen 4) – Mariska Krijgsman
- 2021 - Peperbollen (seizoen 17, afl. 8) - Saphira Dewil (stem)
- 2021 - Hoe mijn keurige ouders in de bak belandden - advocate Hofman
- 2022-heden - Flikken Maastricht -  hoofdinspecteur Thea Zitman (vaste rol als teamchef)

### Gastrollen
- 1993 - Oppassen!!! - agent
- 1993 - Zaterdagavondcafé - vriendin Marco
- 1998 - SamSam - Carla
- 2001 - Oppassen!!! - agent
- 2007 - Kinderen Geen Bezwaar - Isabelle
- 2007 - Flikken Maastricht - Makelaar
- 2008 - S1NGLE - Anne-Marijke (2008, 2010)
- 2008 - Sinterklaasjournaal - Dokter
- 2017 - Moordvrouw - Moeder van Christy
- 2019-2021 - Spangas - Louise Poppink
- 2019 - Flikken Rotterdam -  Jacqueline de Nooi
- 2021 - Flikken Maastricht - Thea Zitman (medewerker VIK)

### Film
- 2010 - De Eetclub - Patricia Vogel (2010)
- 2013 - Feuten: Het Feestje - secretaresse (2013)

## Theater
- 1983 - 1985 -  toneelgroep T.O.V.  Hollandiagebouw
- 1989 - En ik dan? - Juffrouw Nahuis[2]
- Gouwe handjes - Dochter
- Hemelen - Eva (vervanging van Frédérique Huydts i.v.m ziekte)